# 33484 Nathanroth
33484 Nathanroth è un asteroide della fascia principale. Scoperto nel 1999, presenta un'orbita caratterizzata da un semiasse maggiore pari a 2,602753 UA e da un'eccentricità di 0,173515, inclinata di 2,446198° rispetto all'eclittica. Ha un diametro di 4,865 km.